# Volleyteam Roadrunners Wien
Das Volleyteam Roadrunners Wien (VTR Wien) ist ein Volleyballverein in Wien, der im Jahr 2001 als VSV Mighty Roadrunners gegründet wurde. Im Zuge des Zusammenschlusses mit dem ehemaligen Volley-Team-Wien tritt der Verein seit Mai 2011 unter der neuen Vereinsbezeichnung auf.
Gemeinsam mit dem Partnerverein Volleyteam Roadrunners Ebreichsdorf (VTR Ebreichsdorf) treten die Vereine einheitlich als VOLLEYTEAM ROADRUNNERS auf.
Der Verein verfügt in der Saison über 7 Damen-, 3 Herren- und 7 Nachwuchsteams. Hinzu kommen noch weitere Mixedmannschaften im Breitensportbereich.

## Erfolge
| Saison  | Erfolge |
| ------- | --- |
| 2024/25 | Vizemeister Herren Landesliga Wien: VTR Wien 2 8. Platz Damen 2. Bundesliga Meisterrunde: VTR Wien 1 ÖMS Teilnahme U16 / U18                  |
| 2018/19 | 7. Platz Herren 2. Bundesliga Meisterrunde: VTR Wien 1 Vizemeister Damen Landesliga Wien: VTR Wien 1 Meister Damen 1. Klasse Wien: VTR Wien 2 |
| 2017/18 | Meister Damen Landesliga Wien: VTR Wien 1 Cupsieger Damen Wien: VTR Wien 1 3. Platz Herren 2. Bundesliga Süd Frühjahrsdurchgang: VTR Wien 1   |
| 2016/17 | Vizemeister Herren Landesliga Wien & Cupfinalist: VTR Wien 1 und Aufstieg in die 2. Bundesliga der Herren                                     |
| 2015/16 | Vizemeister Herren Landesliga Wien & Cupfinalist: VTR Wien 1                                                                                  |
| 2013/14 | 10. Platz AVL: VTR Wien 1 (trotz Klassenerhalt Rückzug aus der 1. Bundesliga)                                                                 |
| 2012/13 | Meister Damen 2. Bundesliga Ost: VTR Wien 1 (Aufstieg AVL)                                                                                    |
| 2011/12 | Meister Damen 2. Bundesliga Ost Frühjahresdurchgang: VT(R) Wien 1 Vizemeister Herren Landesliga Wien: VTR Wien 1                              |

## Mannschaften

### 2012/2013
In der Saison 2011/2012 wurden fünf Damenteams für Meisterschaften genannt.
Die Bundesliga-Damen (VTWien 1) belegten den 1. Platz in der 2. Bundesliga Ost und schafften den Aufstieg in die 1. Bundesliga. In der Saison 2013/14 ist VTRWien somit in der höchsten Spielklasse Österreichs vertreten.
Bei den Herren spielen in der Saison 2012/13 4 Mannschaften Meisterschaft in Wien.
Beim Nachwuchs werden 12 Mannschaften für die Wiener Meisterschaft genannt. Die U21 weiblich hält die Fahne für VTRWien hoch und erreicht den 1. Platz in Wien.

### 2011/2012
In der Saison 2011/2012 wurden fünf Damenteams für Meisterschaften genannt. Die Bundesliga-Damen (VTWien 1) belegten im Frühjahrsdurchgang den 1. Platz in der 2. Bundesliga Ost. Die UAB Damen 2 werden Wiener Cupsieger und holen sich den Wiener Vizemeister-Titel.
Bei den Herren nahmen 3 Teams an der Wiener Meisterschaft teil.
Die U19 weiblich und die U12 männlich wurden jeweils Wiener Meister und erreichen bei den Österreichischen Meisterschaften (ÖMS) in ihrer Klasse jeweils den 3. Platz. Ebenso qualifiziert sich die U13 männlich für die ÖMS und belegt ebenfalls den 3. Gesamtrang. Auch die U11 männlich darf als Wiener Vizemeister bei den ÖMS teilnehmen.

## Geschichte
Das Volleyteam Roadrunners Wien wurde 2001 als Volleyballsportverein Mighty Roadrunners (kurz VSV Mighty Roadrunners oder VSVMR) in Wien gegründet und nahm in der Saison 2002/03 erstmals an der Meisterschaft des Wiener Volleyball Verbands (WVV) teil. Gemeinsam mit dem Volleyballteam Roadrunners Ebreichsdorf in Niederösterreich treten die Vereine seit 2012 unter der gemeinsamen Bezeichnung Volleyteam Roadrunners auf.
Ein Teil des Vereins geht auf das Volley-Team-Wien (kurz VT Wien bzw. VTW) zurück. Das VT Wien wurde als Zusammenarbeit der Vereine ASTRA, Sportunion Transdanubien und Union Aktiv Brigittenau 2004 gegründet. Diese Zusammenarbeit begann in der Saison 2004/2005, in der die Teams noch unter ihrem Stammvereinsnamen in der Meisterschaft spielten. Ab der Saison 2005/2006 nahmen die ersten Damen-Teams unter dem Namen VT Wien an der Meisterschaft des Wiener Volleyball Verbandes (WVV) teil. Im Mai 2011 schlossen sich das VT Wien und der VSVMR (Volleyballsportverein Mighty Roadrunners) zusammen. Ab der Saison 2011/12 verfügte die Spielgemeinschaft VTR Wien über eine gemeinsame Führung und gemeinsame Mannschaften. 2015 wurde das VT Wien auf Beschluss der Generalversammlung aufgelöst.